# Лолита (Тексас)
Лолита (енгл. Lolita) насељено је место без административног статуса у америчкој савезној држави Тексас.

## Демографија
По попису из 2010. године број становника је 555, што је 7 (1,3%) становника више него 2000. године.
| Група             | 2000.       | 2010.       |
| Белци             | 423 (77,2%) | 331 (59,6%) |
| Афроамериканци    | 1 (0,2%)    | 4 (0,7%)    |
| Азијати           | 1 (0,2%)    | 1 (0,2%)    |
| Хиспаноамериканци | 120 (21,9%) | 213 (38,4%) |
| Укупно            | 548         | 555         |